# Остров Тани
«Остров Тани» (англ. Tanya's Island) — канадская фэнтези-драма 1980 года. Поставлена Альфредом Соулом, до этого известным малобюджетным фильмом ужасов «Элис, милая Элис» 1976 года. В главной роли в фильме снялась начинающая модель Вэнити. Костюм обезьяны создали Рик Бейкер и Роб Боттин. Фильм снят в Пуэрто-Рико.

## Сюжет
Девушка Таня живёт вместе с художником по имени Лобо, взрослым мужчиной намного старше неё. Он очень груб и жесток по отношению к ней, но она любит его. Таня иногда предаётся фантазиям о том, как они вместе живут на райском тропическом острове. Он рисует и охотится, а она купается в море и собирает фрукты…
Однажды Лобо зарывается в песок и пугает Таню, она обижается и отправляется бродить по острову. Таня обнаруживает расщелину в скале и пробует туда спуститься. На дне расщелины она обнаруживает огромную гориллу и от страха теряет сознание. Очнувшись она видит что усыпана грудой цветов. Таня часто посещает это место. Она заводит дружбу с гориллой и называет того Блу, из-за голубого цвета глаз. Лобо выслеживает её и узнаёт об обезьяне. Он ревнут и в тот вечер устраивает большой скандал. Блу пытается защитить Таню, но Лобо прогоняет гориллу, в ответ Блу разрушает его картину.
Лобо решает покончить с гориллой и заманивает Блу в клетку. Из-за этого у них с Таней опять ссора. Таня освобождает Блу. Лобо же становится просто одержимым и сам начинает вести себя, как обезьяна. Он сооружает частокол, внутри которого устанавливает клетку, куда сажает Таню в качестве приманки. Блу всё же удаётся освободить её и они вместе обустраивают жизнь в заброшенном доме. Лобо похищает Таню и опять сажает в клетку. Блу снова возвращается за ней, но на этот раз не может проникнуть за частокол. Лобо вытаскивает Таню из клетки и насилует её, что очень злит гориллу. Блу уходит и возвращается, на этот раз ему удаётся выломать дверь. Он пытается придушить Лобо, а затем выносит Таню наружу. Таня, раздосадованная всей этой ситуацией, просит обезьяну оставить её в покое и уходит в джунгли. Блу отправляется в погоню за ней, а затем насилует… Таня в ужасе просыпается.

## В ролях
- Вэнити — Таня (в титрах указана как Ди Ди Винтерс)
- Ричард Сарджент — Лобо
- Дон МакЛеод — Блу (в титрах указан как Дон МакКлоуд)
- Донни Барнс — голос Блу
- Мэриетт Левек — Келли

## Приём
Фильм был номинирован на премию «Джини» за лучший дизайн костюмов. В кинотеатрах шёл плохо. Многие обзоры сходятся в том, что «это один из тех фильмов, который хочет сказать что-то важное, но делает это таким нелепым образом, что это сообщение остаётся неуслышанным». В середине 2000-х годов фильм был переиздан на DVD, переиздание было подвергнуто критике за VHS-качество.